# Norak
Norak (tadschikisch Норак, russisch Нурек), Umschrift aus dem Russischen Nurek, ist eine Stadt und der Hauptort des gleichnamigen Distrikts (nohija) in der Provinz Chatlon im Westen Tadschikistans. Die Stadt wurde in den 1960er Jahren  als Wohnplatz für die Arbeiter gegründet, die beim Bau des nahegelegenen Nurek-Staudamms beteiligt waren. Sie ist heute als Ausflugsziel zur Besichtigung des Stausees bekannt.

## Lage

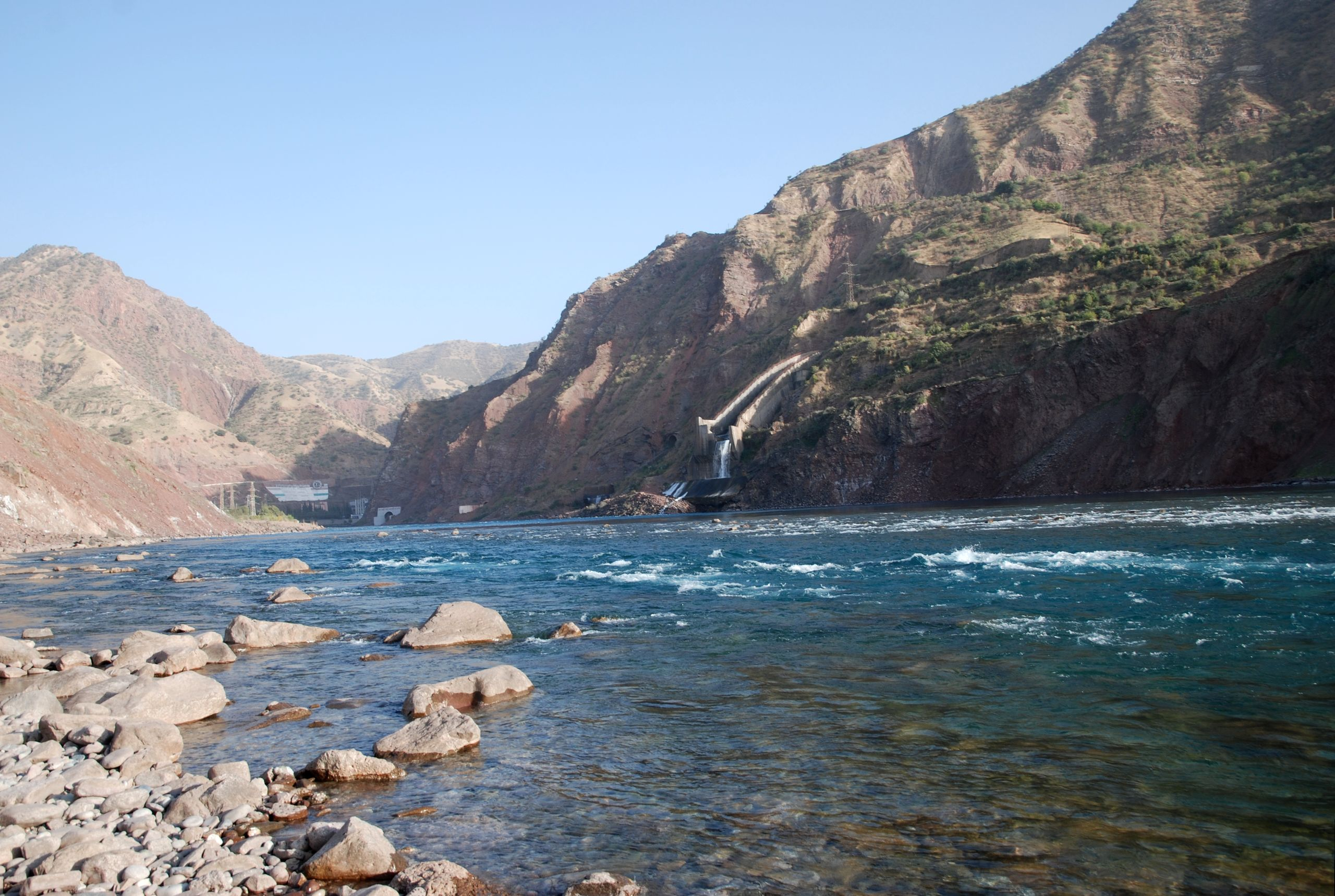
Vom östlichen Stadtrand flussaufwärts. Bildmitte: einer von mehreren Abflüssen aus dem Stausee. Staumauer hinter der Flussbiegung

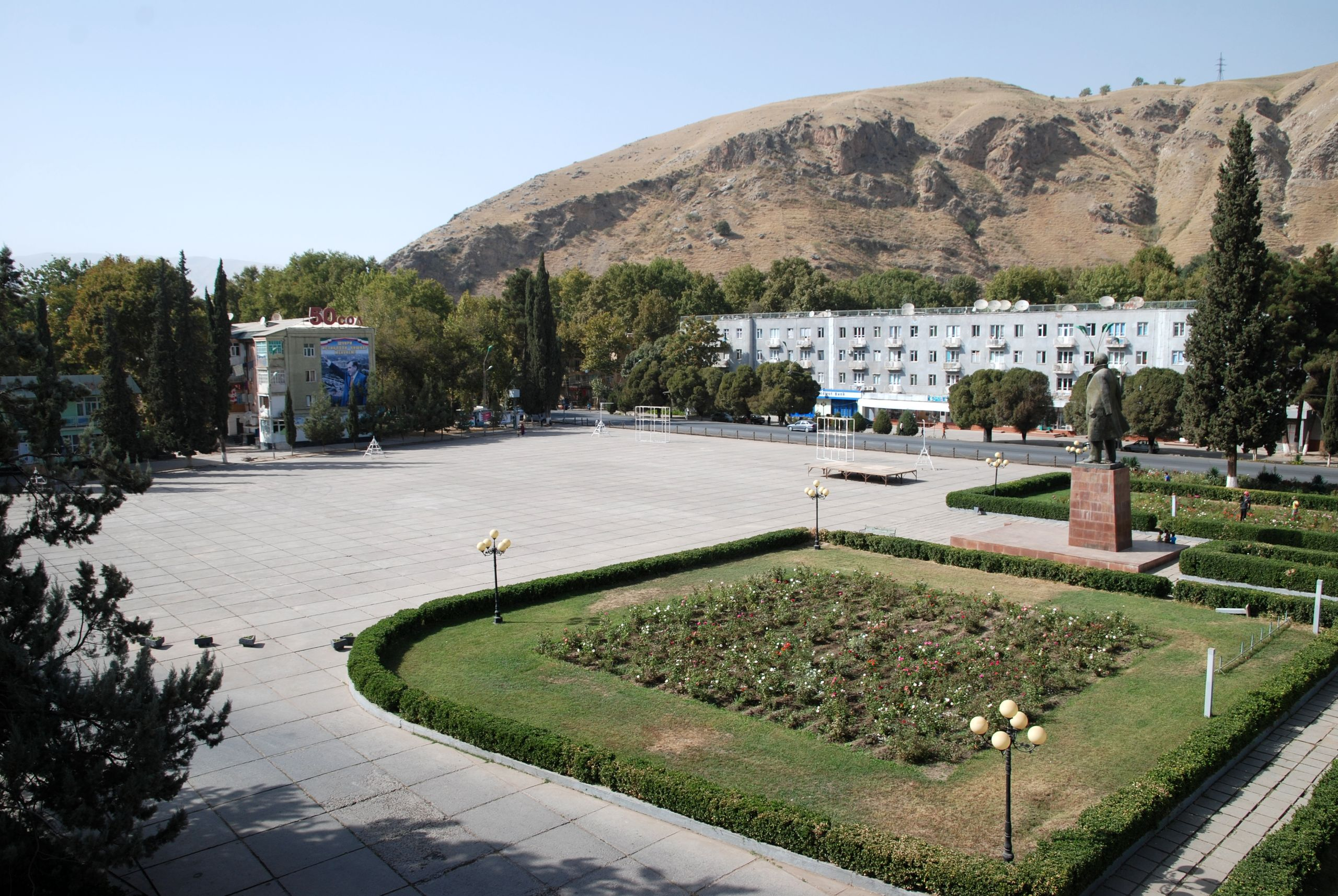
Zentraler Platz an der Leninstraße mit der Statue Lenins

Norak liegt auf einer Höhe von 660 Metern am rechten nördlichen Ufer des Wachsch, der in diesem Bereich von seiner allgemeinen Fließrichtung von Nordosten nach Südwesten abweichend in einem großen Bogen nach Norden zwischen zerklüfteten Bergen hindurchfließt. Die Staumauer schließt die Schlucht an ihrer engsten Stelle östlich des Stadtzentrums ab. Der über 70 Kilometer lange Stausee mit einer Wasserfläche von 98 Quadratkilometern wird an seiner Nordseite von den 2963 Meter hohen Surch-Bergen und im Süden von der Wachsch-Bergkette eingegrenzt. Diese erreicht weiter nördlich Höhen von über 3000 Metern und nahe Norak mit mehreren Gipfeln knapp über 2000 Meter. Von Südwesten schieben sich die Ausläufer der 2303 Meter Höhe erreichenden Sarsarak-Bergkette (russisch Sanglok) in den Flussbogen. Norak liegt somit am Ende eines Talkessels, dessen einziger Ausgang die Schlucht des Wachsch darstellt. Sieben Kilometer südwestlich von Norak steht auf 2200 Metern Höhe in den Sarsarak-Bergen die russische Weltraumbeobachtungsstation Okno.
Von der Landeshauptstadt Duschanbe führt die Fernstraße M41 zunächst 21 Kilometer nach Osten bis zur Kleinstadt Wahdat. Dort zweigt die A385 nach Südosten ab und erreicht nach weiteren 34 Kilometern durch Bergland das Tal des Wachsch. Von der Abzweigung sind es sechs Kilometer bis zur Stadtmitte. Von Norak Richtung Süden kürzt die A385 zunächst durch den 2232 Meter hoch gelegenen Schar-Schar-Tunnel die einstige Passstraße über die Sarasak-Bergkette ab und erreicht nach rund 50 Kilometern die erste Stadt Danghara, von wo eine Strecke östlich nach Kulob und eine andere südwestlich nach Qurghonteppa führt.
Der Distrikt Norak bildet entlang des Wachsch den Nordrand der südwestlichen Provinz Chatlon gegen die Zentralprovinz Nohijahoi tobei dschumhurij. Die angrenzenden, zu Chatlon gehörenden Distrikte sind Chowaling im Osten, Danghara im Süden und Jowon im Westen.
Geologisch betrachtet liegt Norak an der tadschikischen Depression, einer Pufferzone aus mesozoischen Sedimenten umgeben von mehreren aktiven tektonischen Zonen. Sie bildet östlich von Norak einen Streifen zwischen dem Hochgebirge Tian Shan im Norden und dem Pamir im Süden. Bei Nurek macht diese Senke einen Bogen nach Süden und verbreitert sich zu einem Gebiet, das sich vom Hisortal (um die Stadt Hisor) im Norden bis zu seinem Südrand am Amudarja erstreckt. Die Zone nordöstlich von Norak ist seismisch wesentlich aktiver als das weniger aktive Hisortal. Die plötzliche Richtungsänderung des Wachsch nach Süden bei Nurek liegt im Bereich der Illiak-Verwerfungszone (englisch: Illiak fault), bei der eine besonders hohe seismische Aktivität gemessen wird. Der Bau des Nurek-Staudamms hat die Anfälligkeit dieser Region für Erdbeben, also die induzierte Seismizität, weiter erhöht.

## Stadtbild

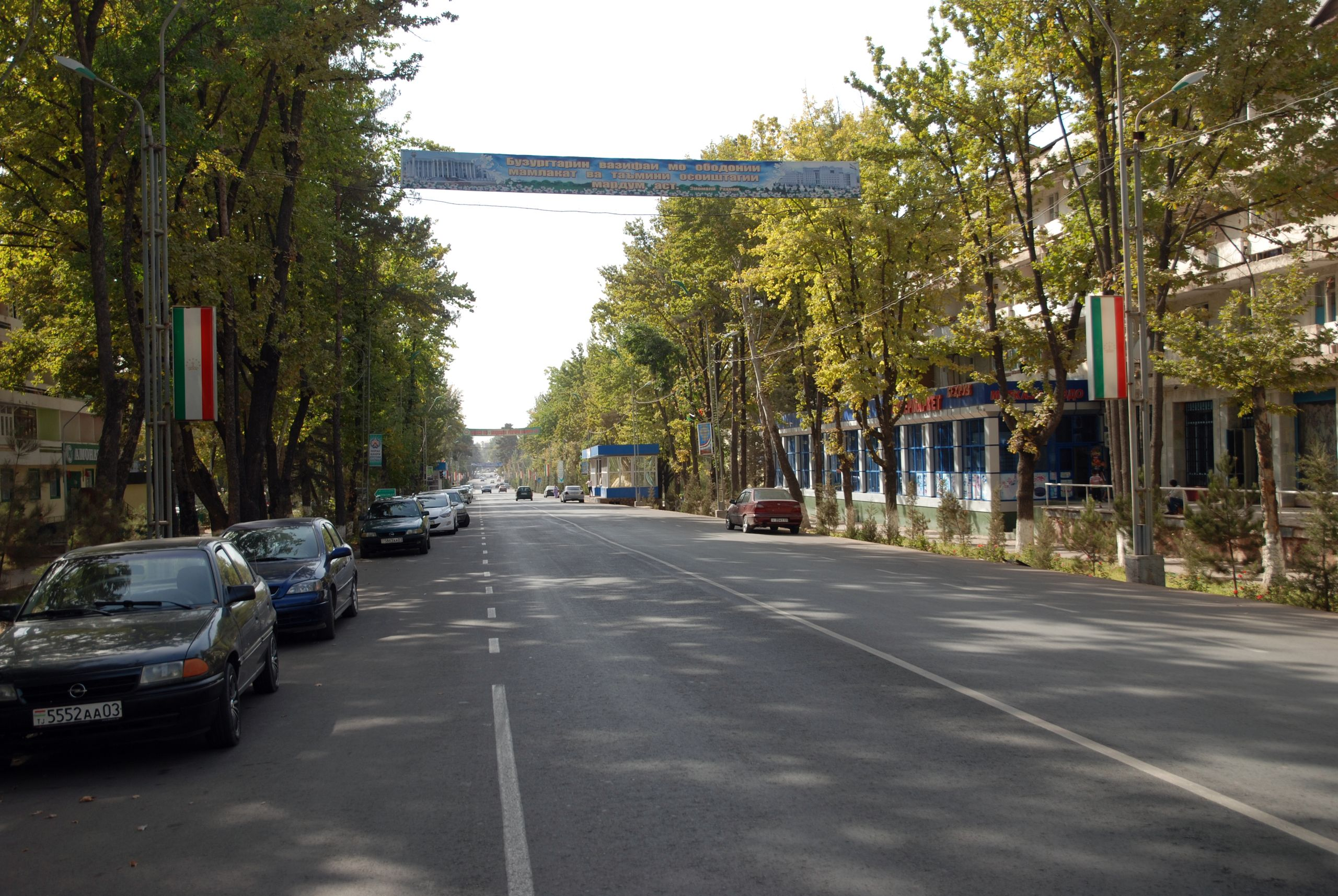
Leninstraße im Zentrum Richtung Westen

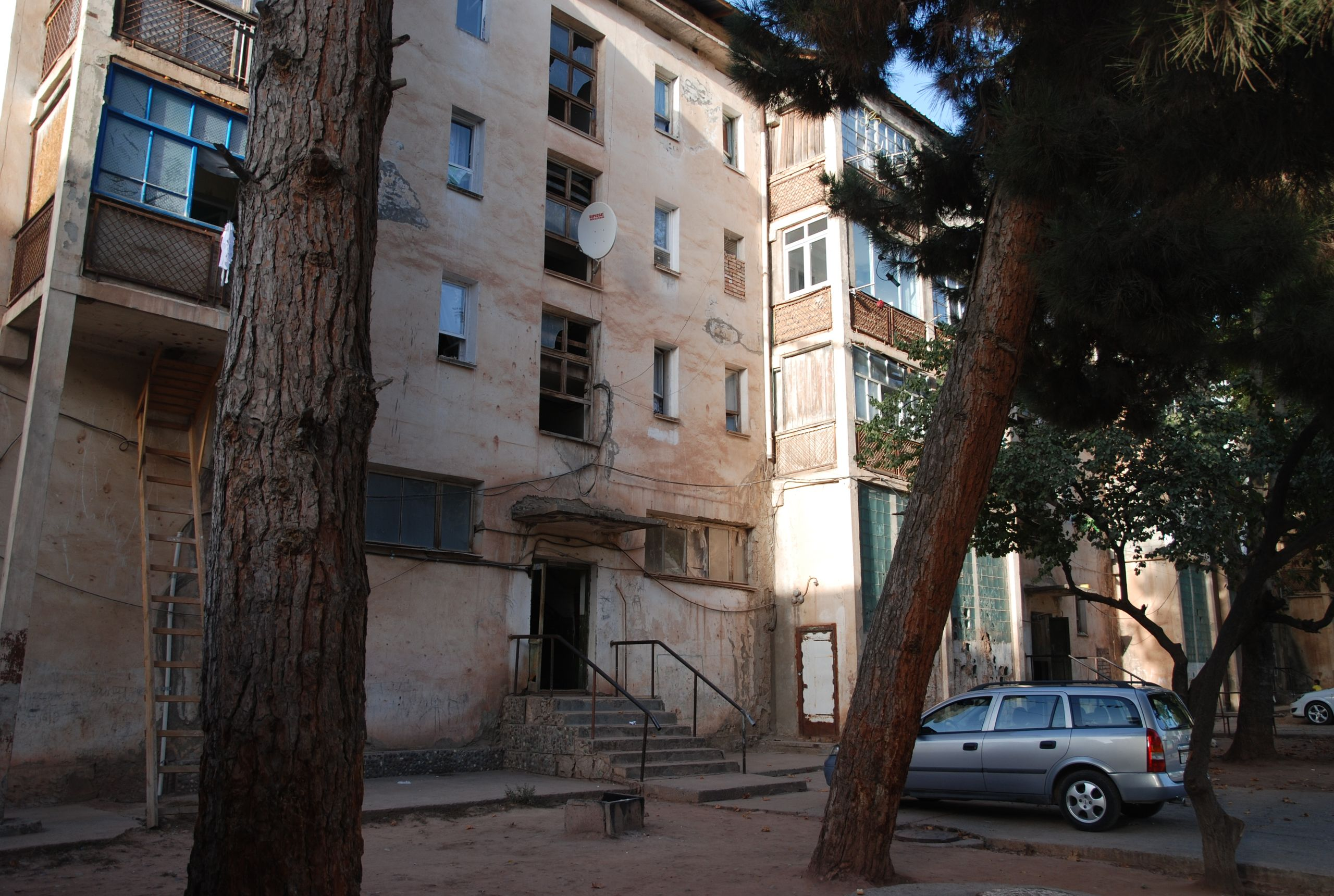
Rückseite eines Wohnblocks an der Leninstraße

Die ersten Planungen für einen Staudamm am Wachsch erfolgten in den 1950er Jahren. Mit dem Bau des 300 Meter hohen Nurek-Staudamms wurde 1961 begonnen. Parallel dazu wurde eine Stadt zur Unterbringung der Arbeiter angelegt. 1972 lieferte das Kraftwerk erstmals elektrischen Strom und 1979 war der Damm vollständig gefüllt. Die Gesamtkosten für den Staudamm einschließlich der Stadt beliefen sich auf 1,25 Milliarden US-Dollar.
Nach amtlichen Zählungen betrug die Einwohnerzahl 13.165 im Jahr 1970 und 19.126 im Jahr 1979. Im Jahr 1989 war die Zahl auf 20.752 angestiegen, 2000 betrug sie 19.256 und 2010 waren es 24.831. Für 2014 werden 27.200 Einwohner geschätzt.
Die bebaute Stadtfläche beträgt in West-Ost-Richtung über sechs Kilometer in der schmalen Talsohle. Den kleineren Teil macht ein gleichförmig angelegtes Wohngebiet im Süden des Flusses aus. Zu den sich dort mit der Längsseite an der Straße reihenden Häusern gehören baumbestandene Gärten dahinter. Am Südufer liegt auch ein tiefblauer Badesee.
Die Hauptstraße im Stadtzentrum am Nordufer ist die Leninstraße (ulitza Lenina). An den namensgebenden Lenin erinnert eine Bronzestatue am zentralen Platz an der Südseite der Hauptstraße. Den Platz umgeben ein Gebäude der Stadtverwaltung, eine Filiale der von Familienmitgliedern des Präsidenten geleiteten Orienbank (Leninstraße 10) und ein renoviertes, ehemals staatliches Hotel (Mechmonhonai Sayora.S). Schräg gegenüber dem Leninplatz, an der Nordseite der Leninstraße, wird in den Gassen ein Obst- und Gemüsemarkt abgehalten. Westlich des Platzes erstreckt sich ein kleiner Stadtpark. Dort steht in Flussnähe ein Denkmal für die Erbauer der Stadt. Die breite Leninstraße säumen lange viergeschossige Wohnblocks im Stil der sowjetischen Stadtplanung. Ein Gürtel mit Industrieruinen aus sowjetischer Zeit umgibt die Innenstadt auf beiden Seiten.
Zum Fuß des Staudamms sind es vom Zentrum etwa 1,5 Kilometer nach Osten, zum Aussichtspunkt mit Blick über den Stausee drei Kilometer. Für Ausländer und Einheimische ohne Beziehungen kann die Fahrt dorthin eingeschränkt sein.

## Persönlichkeiten
- Akbar Mirsojew (* 1939), tadschikischer Politiker